# Wasserball in Kroatien

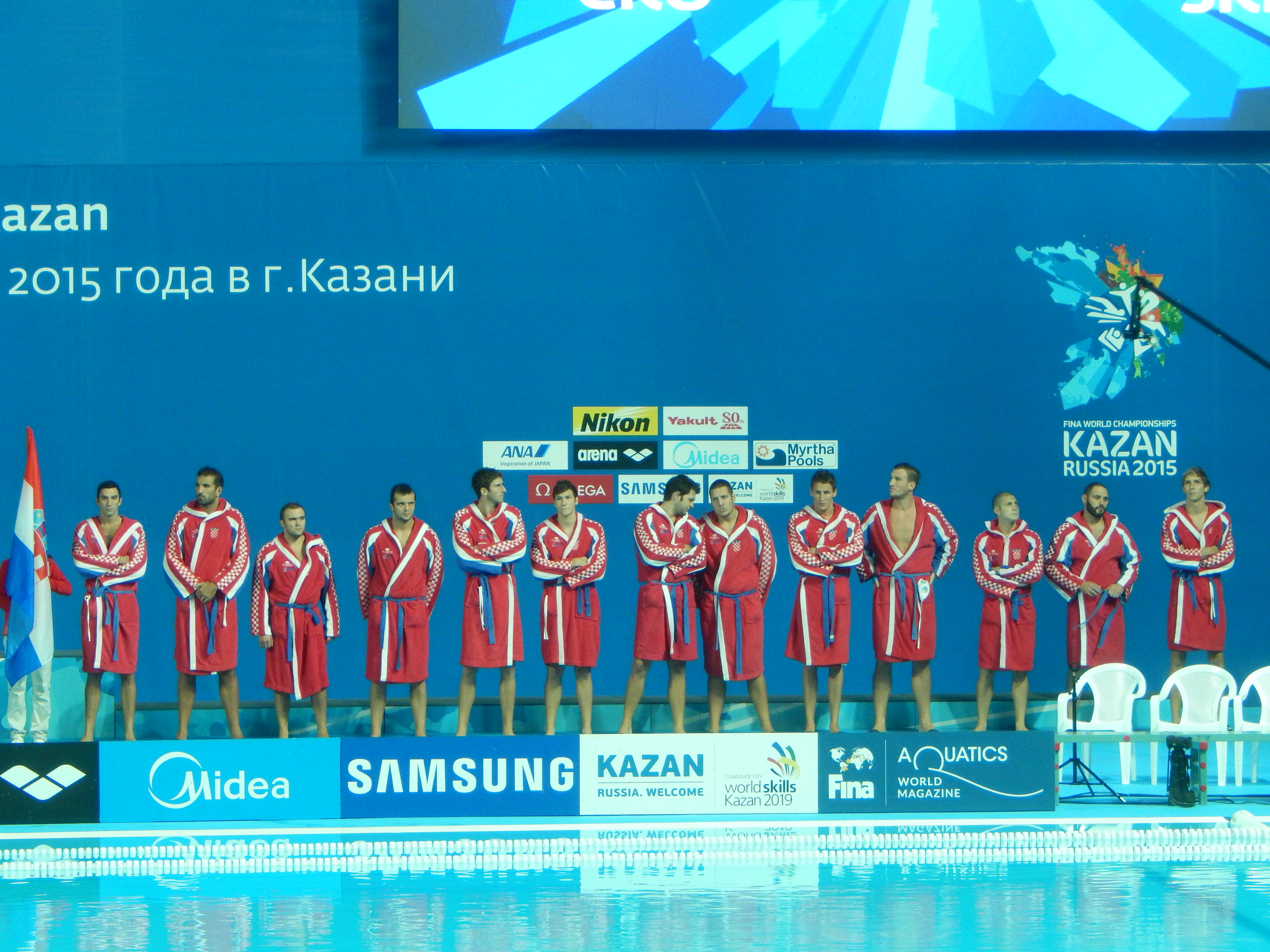
Kroatische Wasserball-Nationalmannschaft (2015)

Wasserball ist eine beliebte Sportart in Kroatien. Neben Handball und Fußball zählt sie zu einer der erfolgreichsten Landessportarten. In jüngster Vergangenheit konnte die kroatische Nationalmannschaft 2007 und 2017 die Weltmeisterschaft und 2012 die Goldmedaille bei den Olympischen Spielen gewinnen.
Zu den bekanntesten Spielern weltweit gehört auch Miho Bošković, ebenso der in Kroatien legendäre Trainer Ratko Rudić.

## 1. Liga
In der ersten Liga spielten bis zur Saison 2007/08 folgende Vereine:
- VK Jug CO
- VK Mladost Zagreb
- VK Šibenik NCP
- VK Mornar BS
- VK POŠK
- VK Primorje EB
- VK Jadran SD
- VK Medveščak

Der Modus war darauf ausgelegt, dass nach Hin- und Rückspiel der 8 Vereine in der Liga die besten vier ein Playoff um den Meister spielen, ebenfalls in einer Mini-Liga jeder gegen jeden, und die letzten vier ein Playout in einer Mini-Liga gegen den Abstieg spielen. Meister 2008 wurde VK Jug CO.

## Regionale Liga
Seit der Saison 2008/09 gibt es eine überregionale Liga, die „Adrialiga“ (Jadranska Liga). Alle acht Vereine aus der ersten Liga nehmen daran teil. Außerdem wird die Liga mit einem Verein aus Slowenien (Koper) und den drei Topvereinen aus Montenegro (Budva, Herceg Novi, Kotor) ergänzt. Die Endplatzierung in der Liga entscheidet jedoch nicht über die Teilnehmer an den europäischen Wettbewerben im nächsten Jahr. Aus Kroatien dürfen zurzeit fünf Vereine europäisch antreten, aus Montenegro vier und aus Slowenien zwei oder drei. Würde die Liga über die Teilnehmerzahl entscheiden, so dürften insgesamt nur fünf Mannschaften zu einem europäischen Wettbewerb antreten. Man verliert in der Summe sechs Startplätze.

## Erfolge Kroatiens
Die Nationalmannschaft Kroatiens spielt eine gewichtige Rolle im Wasserball. Spannende Spiele gibt es immer wieder gegen das Nationalteam aus Ungarn, das sozusagen eine Art Führungsrolle auf der Weltbühne innehat. So konnte die Auswahl 2007 bei der WM in Melbourne nach Verlängerung im Finale gerade diesen Gegner bezwingen.
Des Weiteren gab es immer wieder Spiele mit der Nationalmannschaft aus Serbien-Montenegro, gegen die das Team oft schlecht abschnitt, und selbst nach dem Zerfall dieser beiden Republiken sind die einzelnen Nationalteams aus Serbien und aus Montenegro immer starke Gegner. In den letzten Jahren erreichten diese Teams gute Ergebnisse.
Kroatien hat die Wasserball-Europameisterschaft 2022 im eigenen Land gewonnen. Im Halbfinale setzte sich die Mannschaft gegen Serbien durch, im Finale gewann das Team gegen Italien.

## Bekannte Spieler
- Miho Bošković

## Bekannte Trainer
- Ratko Rudić